# 曼胡什區

曼胡什區在頓涅茨克州的位置

曼胡什區（烏克蘭語：Мангушський район），曾是烏克蘭東部頓涅茨克州的一個區，也是俄罗斯联邦顿涅茨克人民共和国下辖的一个区，行政中心設於曼胡什，面積792平方公里，2020年人口数量为25,524人。
该区在2020年7月18日的乌克兰行政区划改革中被撤销，改革后頓涅茨克州下分为8个区，但只有5个区是在乌克兰政府的实际管辖下。曼胡什區的范围并入新成立的马里乌波尔区。而2022年后实际控制此地的顿涅茨克人民共和国在2023年的行政区划改革中保留此区。

## 下辖定居点
根据顿涅茨克人民共和国2023年的行政区划改革，该区下辖2市级镇（曼古什和雅尔塔）、23个村和1个乡村居民点。